# Чжан Сюэлян
Чжан Сюэля́н (кит. трад. 張學良, упр. 张学良, пиньинь Zhāng Xuéliáng,  3 июня 1901, — 14 октября 2001) — правитель Маньчжурии в 1928—1931 гг., один из ведущих деятелей гоминьдановского Китая 30-х годов XX века, сын главы фэнтяньской клики Чжан Цзолиня, «Старого маршала», в противоположность которому получил прозвище «Молодой маршал» (кит. 少帥).
Принял непосредственное участие в т.н. Сианьском инциденте 12 декабря 1936 года, когда вместе с генералом Ян Хучэном арестовал главнокомандующего Гоминьдана Чан Кайши возле города Сиань с требованием войти с коммунистами в единый фронт против японских захватчиков. Как следствие, единый фронт был создан.

### Детство и юность
Чжан Сюэлян родился 3 июня 1901 года на территории современной провинции Ляонин. Он был старшим сыном Чжан Цзолиня — военного правителя Маньчжурии в 1917—1928 гг. Отец, за всю жизнь толком не научившийся читать и писать, прилагал все усилия, чтобы сын получил полноценное образование. По окончании гимназии Сюэлян был определён в Северо-Восточную военную академию — одно из лучших учебных заведений страны, где преподавание велось по классическим конфуцианским канонам. В 1921 году молодой курсант совершил ознакомительную поездку в Японию, где наблюдал за военными манёврами. В 1922 году, сразу же по окончании академии, Чжан Сюэлян был произведён в чин генерал-майора и назначен на должность командира 2-й образцовой бригады, а спустя два года уже командовал 3-й армией. Кроме того, он возглавил Управление авиации и первую в Маньчжурии авиационную школу, а впоследствии сам стал неплохим лётчиком. 
После смерти отца в 1928 году он наследовал ему, став сильнейшим милитаристом Маньчжурии. Однако если его отец всерьёз претендовал на лидерство над всем Китаем, то Чжан Сюэлян хотел видеть Китай единым, и ради этого был согласен на вторые роли. 
В результате Северного похода партии Гоминьдан летом 1928 года значительная часть Китая оказалась объединённой под властью Нанкинского правительства; в декабре 1928 года Чжан Сюэлян тоже признал верховенство Нанкина. 
Гражданская война 1925—1927 гг. стала для него тяжёлым моральным испытанием. Уже будучи в глубоко преклонном возрасте, «Молодой маршал» вспоминал:
Именно тогда я почувствовал отвращение к тому, что китайцы убивают друг друга, брат убивает брата.

### Правитель Маньчжурии
В мае 1929 года обострились отношения между гоминьдановским Нанкином и чрезмерно усилившимся Фэн Юйсяном. Кроме того, правительство Японии, недовольное прогоминьдановской политикой Чжан Цзолиня, а теперь и его сына, угрожало «принятием самых решительных мер к тому, чтобы над Маньчжурией никогда не развевался флаг Гоминьдана». «Молодой маршал» поддержал Нанкин, и войска Фэна были оттеснены в окраинные провинции Чахар и Суйюань, а в июле 1929 года Япония официально признала гоминьдановский Китай. В то же время в Бэйпине состоялась личная встреча Чжан Сюэляна и Чан Кайши, на которой было принято решение о вооружённом захвате КВЖД. Толкая Чжан Сюэляна на этот шаг, Чан Кайши стремился поставить молодого маршала в полную зависимость от Нанкина и одновременно поднять свой престиж и получить в распоряжение Нанкина большую часть прибылей от эксплуатации КВЖД. Чжан Сюэлян, в свою очередь, полагал, что захват КВЖД укрепит его позиции на Северо-Востоке, позволит самолично распоряжаться прибылями КВЖД, обеспечит ему независимость от Нанкина. В результате 10 июля 1929 года начался Конфликт на КВЖД. Однако РККА показала более высокую боеспособность, и конфликт завершился подписанием Хабаровского протокола от 22 декабря 1929 года.
Летом 1930 года Янь Сишань — губернатор провинции Шаньси — также выступил против Нанкина, его войска заняли Бэйпин (вновь переименованный в Пекин), Пекин был объявлен столицей Китая в противовес Нанкину. В сентябре 1930 года в Пекине было создано возглавленное Янь Сишанем правительство, в которое вошёл и Фэн Юйсян. Благодаря поддержке Чжан Сюэляна, Чан Кайши подавил и этот мятеж.

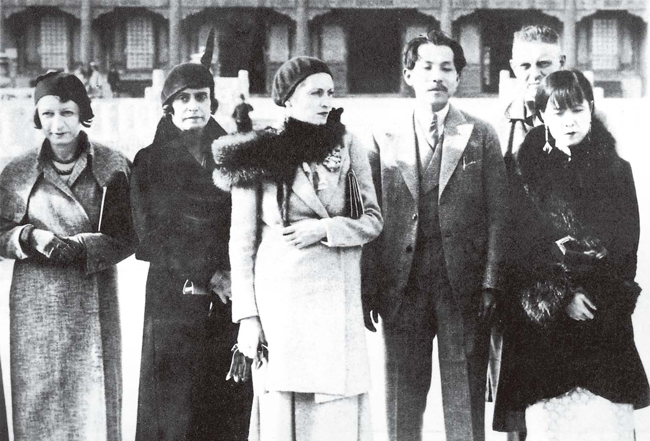
1931 год, справа налево: Юй Фэнчжи (жена Чжан Сюэляна), В. Дональд (консультант Чжан Сюэляна, австралиец), Чжан Сюэлян, графиня Чиано (дочь Муссолини)

Чжан Сюэлян основал свой арсенал, в котором в 1931 году был сделан один грузовик, названный Ming Sheng.
18 сентября 1931 года, после Маньчжурского инцидента японские войска вторглись в Маньчжурию и оккупировали её. Будучи гораздо слабее японцев, силы Чжана отступили из Северо-Восточного Китая в провинцию Жэхэ. Однако в марте 1933 года японцы выбили их и оттуда, вынудив отступить ещё дальше в Северо-Западный Китай. Чжан Сюэлян ушёл в отставку и отправился на год в Европу «на лечение». Компанию в долгом путешествии ему составили дочь Б. Муссолини Эдда и её супруг, граф Чиано, покидавший пост итальянского посла в Китае.
По возвращении из Европы «Молодой маршал» был восстановлен в должности командующего Северо-Восточной армией. В марте 1936 года начались секретные переговоры между КПК и Чжан Сюэляном, чья Северо-Восточная армия размещалась неподалёку от коммунистического «Особого района». В ходе переговоров Чжан Сюэляна с Чжоу Эньлаем было достигнуто соглашение о размещении в Сиане негласного представительства Красной армии, члены которого носили форму Северо-восточных войск и помогали Чжан Сюэляну в организации политико-воспитательной работы в его армии. Неподалёку от города была создана школа для подготовки низшего комсостава армии Чжан Сюэляна, в которой проводились занятия по политике и экономике, по истории японской агрессии в Маньчжурии и Северном Китае. Под влиянием всё усиливавшихся антияпонских настроений Чжан Сюэлян стал постепенно освобождаться от консервативно настроенных генералов и офицеров старой Северо-восточной армии, доставшихся ему в наследство от отца — Чжан Цзолиня, и стал выдвигать на ответственные посты молодых, патриотически настроенных офицеров и выпускников Дунбэйского университета.
Чан Кайши прибыл в Сиань для подготовки очередной, шестой карательной кампании против китайской Красной армии. На аэродромах в Ланьчжоу и Сиане были завершены приготовления к приёму около 100 гоминьдановских бомбардировщиков и завезено большое количество авиабомб. Когда Чжан Сюэлян изложил при встрече с Чан Кайши программу создания единого антияпонского фронта с КПК — прекращение гражданской войны и союз с СССР — Чан Кайши, по версии американского журналиста Эдгара Сноу, якобы ответил: «Я никогда не буду обсуждать это, пока не будет истреблён последний солдат китайской Красной армии и каждый коммунист не окажется в тюрьме. Только тогда станет возможным сотрудничество с Россией».

### «Сианьский инцидент», домашний арест и остаток жизни

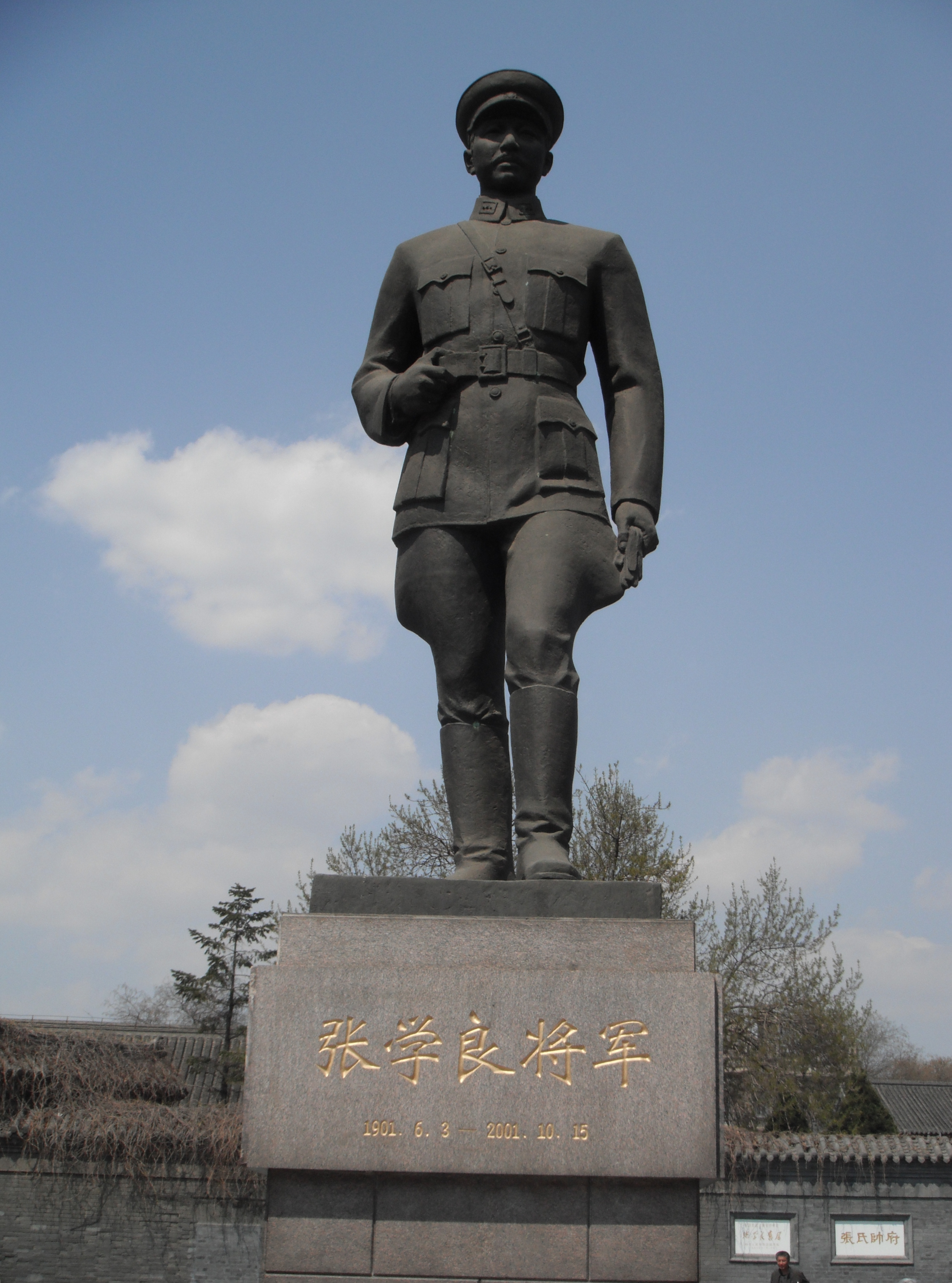
Памятник Чжан Сюэляну в Шэньяне, провинция Ляонин

Заключение антикоминтерновского пакта между нацистской Германией и милитаристской Японией произвело большое впечатление на Чжан Сюэляна. Крайне неблагоприятное впечатление произвели на него также слухи о готовившемся признании Италией государства Маньчжоу-го. Он стал убеждаться в справедливости оценок международной обстановки и роли фашизма, которые давали китайские коммунисты. В итоге, когда в декабре 1936 года Чан Кайши прибыл в Сиань для организации разгрома коммунистов, Чжан Сюэлян и генерал Ян Хучэн арестовали его. Начались события, вошедшие в историю как «Сианьский инцидент».
При посредничестве коммуниста Чжоу Эньлая кризис в итоге удалось уладить мирным путём. Однако Чжан Сюэлян, по необъяснимым доселе мотивам, вместо того, чтобы посоветоваться с Ян Хучэном и Чжоу Эньлаем о сроках и формальностях освобождения Чан Кайши, в последний момент решил вместе с генералиссимусом и его свитой вылететь в Лоян, а оттуда — в Нанкин, где предстал перед судом. Чан Кайши смягчил наказание мятежнику и заменил десять лет тюремного заключения на домашний арест. Однако, поскольку из большой политики «Молодой маршал» должен был уйти навсегда, то сроки домашнего ареста не были оговорены.
Последующие 40 лет Чжан Сюэлян оставался под домашним арестом; даже когда в 1949 году гоминьдановцы были вынуждены бежать с континента на Тайвань, Чан Кайши взял Чжан Сюэляна с собой и продолжал держать в Тайбэе в качестве своего личного пленника. Даже после смерти Чан Кайши в 1975 году свобода передвижений Чжан Сюэляна была ограничена, лишь в 1991 году президент Ли Дэнхуэй разрешил ему покинуть остров. Несмотря на многочисленные предложения вернуться в КНР, где он считался героем, Чжан Сюэлян улетел в Гонолулу, где и скончался в 2001 году от пневмонии на 101-м году жизни.
В 2003 году в Шэньяне был открыт музей в резиденции Чжан Цзолина, возле которого установлен памятник Чжан Сюэляну.